# Люсхольм, Катарина
Катарина Люсхольм (норв. Catharina Lysholm, 1744 — 9 декабря 1815) — норвежская судовладелица.
Катарина Мейнке Лисхольм родилась в Тронхейме, в провинции Сёр-Трёнделаг (Норвегия). Она была дочерью торговца и чиновника Хильмара Мейнке (1710—1771) и Катарины Мёльманн (1720—1748). В 1763 году Катарина вышла замуж за торговца Бродера Бродерсена Лисхольма (1734—1772), в то время одного из самых успешных предпринимателей в Тронхейме. И её отец и её муж происходили из Фленсбурга, немецкого города в южном Шлезвиге.
Она приобрела богатство как через наследство, так и благодаря браку. Её отец был совладельцем медных заводов в Лёккене и Рёросе, а также организовал Вест-Индскую компанию и управлял табачной фабрикой. После его смерти Катарина Люсхольм унаследовала и большую часть его состояния. После смерти своего супруга в 1772 году она взяла на себя его дела в партнёрстве с Хансом Карлом Кнудтзоном, который переехал в Тронхейм из Бредштедта, из северной Фризии.
В 1772—1779 годах Катарина руководила, возможно, самой крупной судовой компанией в Тронхейме, работавшей под названием «Fru Agentinde Lysholm & Co». К 1779 году она была одним из соучредителей и владельцев городской верфи, после чего вышла из состава компании, а Кнудтзон стал её единственным владельцем.
Катарина Люсхольм была одной из ведущих фигур в деловой жизни города, и ей оказывали честь, когда она возвращалась в город после своих деловых поездок. Она также занималась благотворительностью и возвела несколько зданий, в том числе особняк в Хавстейне (1772), который стал местом притяжения для высшего общества Тронхейма. Улица в Ферстаде, в Биосене (район Тронхейма) была названа в её честь в 1986 году.